# Loverval

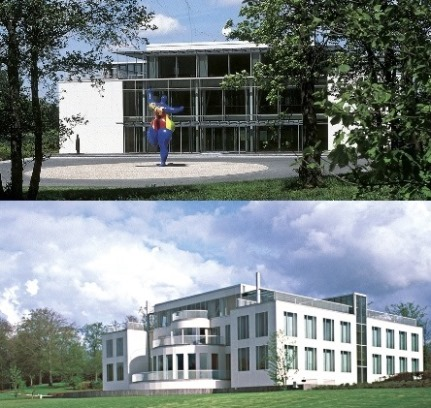
Siège social de la CNP (2015).

Loverval (en wallon Lavervå) est une section de la commune belge de Gerpinnes, située dans la province de Hainaut (Région wallonne).

## Toponymie
Loverval est, historiquement, un très ancien village niché dans un environnement verdoyant. L'origine de son nom est incertaine : « La Vallée de Lovier », du nom d'un propriétaire germanique de la Manse, selon Alexandre-Guillaume Chotin ; « La Vallée des Loups ou du Loup », selon l'explication populaire et pastorale.

## Géographie
À la sortie de l'agglomération carolorégienne, Loverval est devenu un important centre résidentiel. La route de Charleroi à Philippeville coupe son territoire en deux parties suivant un angle nord-sud.
À l'est, s'étendent le Village et les Morlères, à l'ouest, le Try d'Haies et le Chêniat. Son relief est accidenté, entrecoupé des vallées du ruisseau du Fond des Haies, d'une part, et du ruisseau du Draguet ou de Saint-Hubert, de l'autre.

## Évolution démographique
- Sources : INS, Rem. : 1831 jusqu'en 1970 = recensements, 1976 = nombre d'habitants au 31 décembre.

## Liste des bourgmestres de 1830 à 1976
- Alfred Watillion (1885).

- Werner de Merode, de 1895 à 1913, (Parti Catholique).
- Maurice Brasseur, de 1949 à 1965, (Parti Social Chrétien).
- Raymond Brimant, de 1966 à 1976, (Parti Social Chrétien).

## Patrimoine et folklore

### Patrimoine architectural
- Église Saint-Hubert. Église en style classique édifiée principalement de 1724 à 1742, la tour remontant à 1847, surmontée d'une flèche de 1878[2].
- Ancien château de la famille de Merode, actuellement école normale. Construite à partir du dernier tiers du XVIIIe siècle, sans cesse transformés et agrandis jusqu'au début du XIXe siècle[2]. Témoin de plus de deux siècles d'histoire locale.

- Le château et le grand parc, d'une superficie de 25 ha qui accueille l'Institut Notre-Dame de Loverval.
- Le site préhistorique, constitué par les Grottes des Sarrasins ; ces grottes sont situées dans une vallée classée. En 1984, les archéologues Georges Dubuis et son épouse, Jacqueline Dubuis-Legentil, y découvrirent notamment deux crânes et de nombreux os post-crâniens datant du Mésolithique ancien (v. 9190 av. J.-C.). C'est la première fois qu'on découvrait des restes humains de cette époque pour le nord de l'Europe de l'Ouest[3].

Habitations
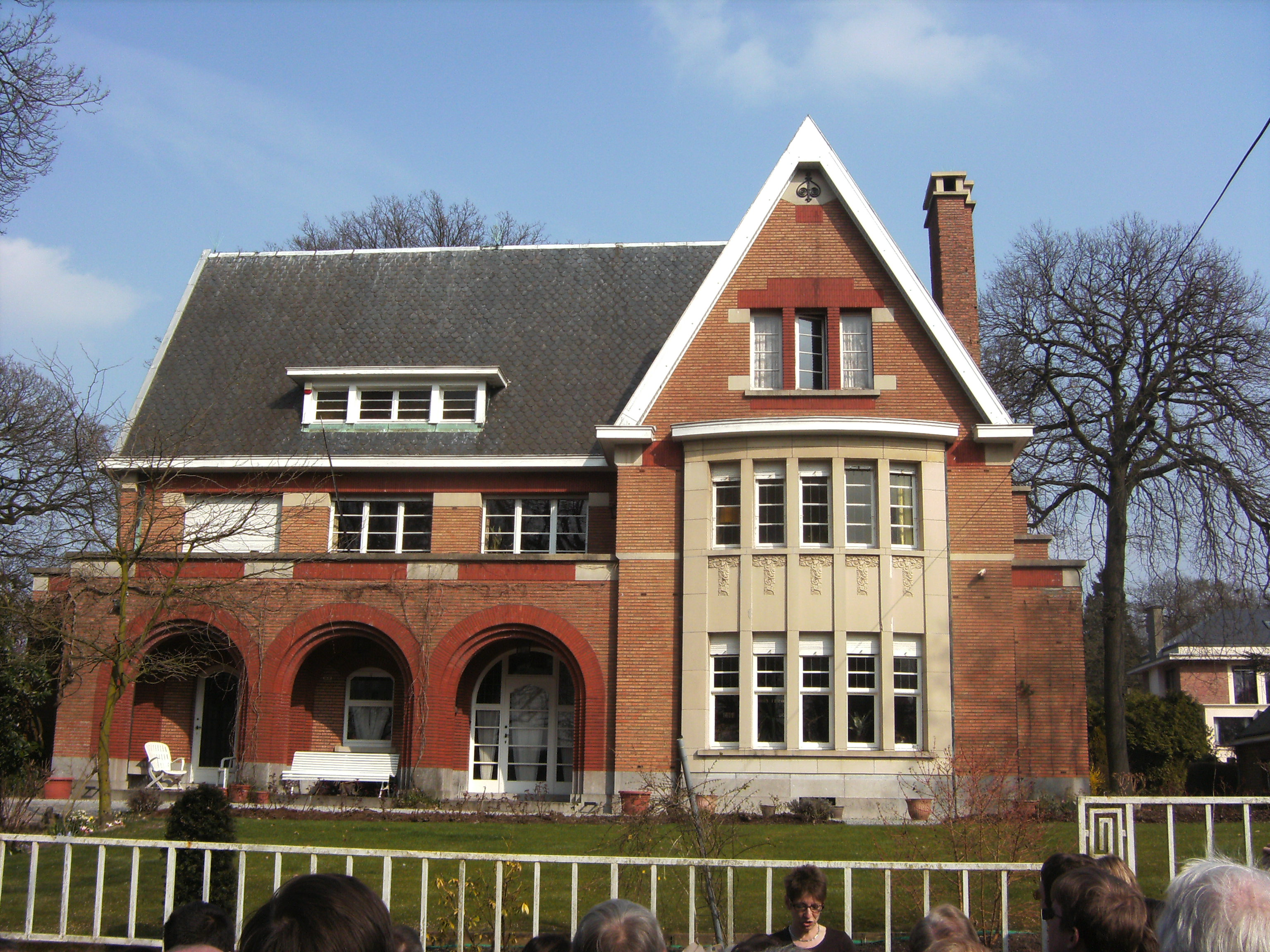
Architecte Joseph André - 1932 (2011).
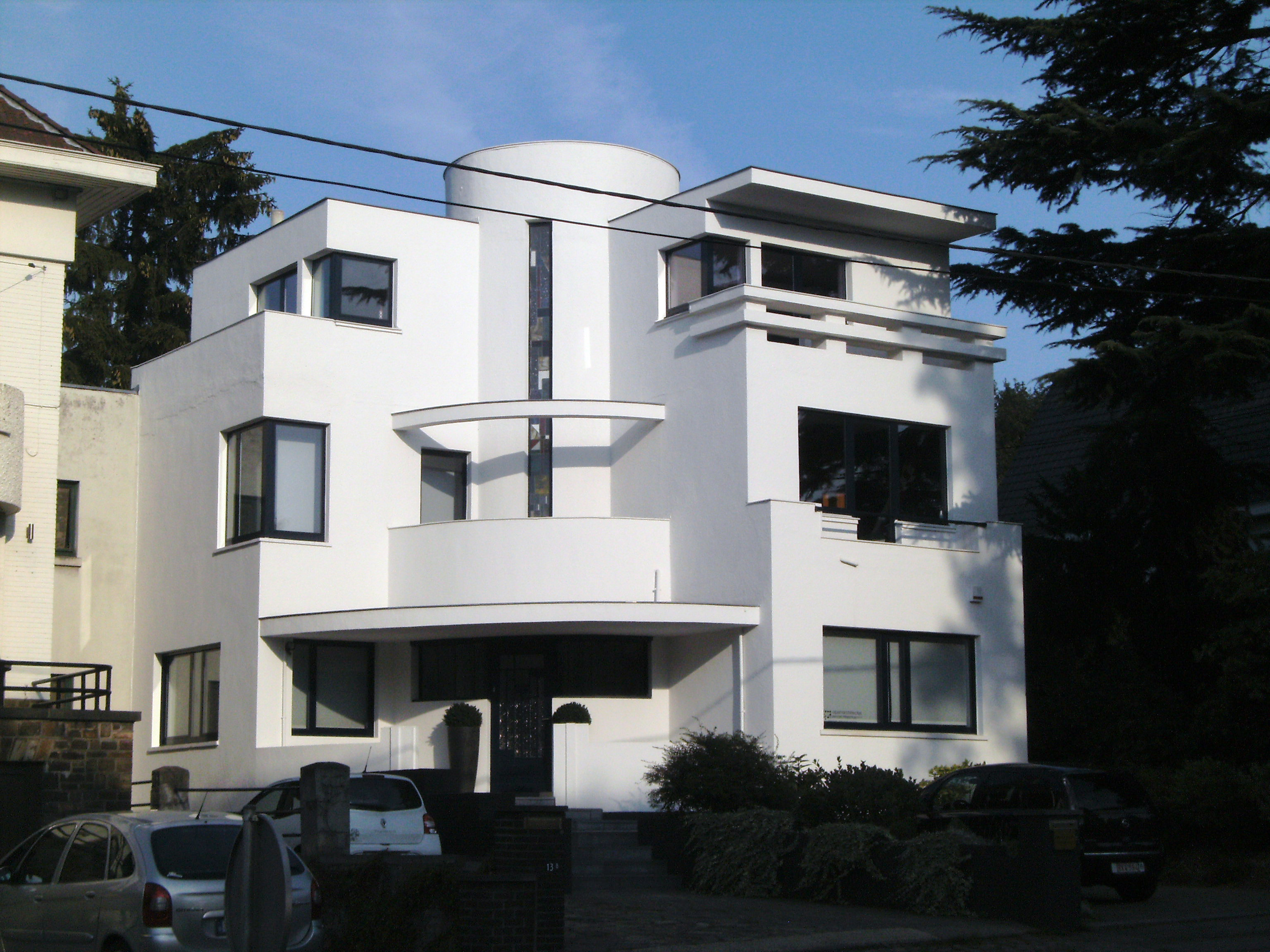
Architecte Marcel Leborgne (années 1930)[4], (2011).
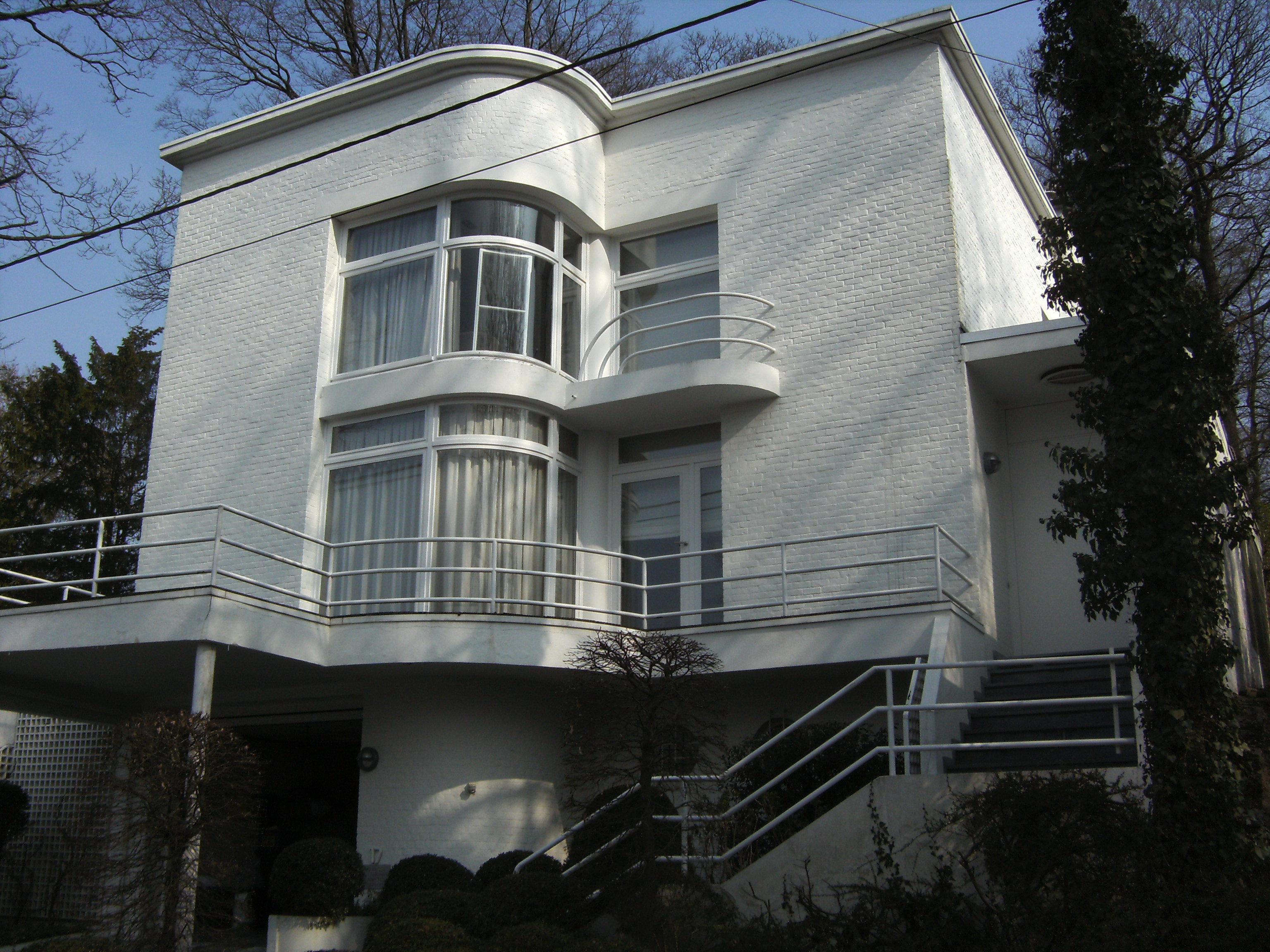
Architecte Marcel Leborgne (années 1930)[5], (2011).

### Folklore
La Marche Saint-Hubert : En 1972 se formait, à Loverval, la Marche Saint-Hubert, une des marches de l'Entre-Sambre-et-Meuse. Elle se déroule annuellement le premier dimanche de septembre, date des anciennes fêtes lovervaloises. Le samedi dès 9 h, au son des fifres et des tambours, le corps d'office se rassemble pour la cérémonie d'hommage à la pelouse d'honneur. Ensuite, il parcourt les rues de la localité et rend les honneurs aux autorités. Le dimanche dès 6 h, les tambours battent le réveil et appellent les compagnies pour se rendre en l'église Saint-Hubert où a lieu, vers 10 h, la messe militaire. À 11 h, c'est le départ de la procession escortée de la Marche. L'après-midi, vers 15 h 15, se déroule, dans un cadre verdoyant, le traditionnel bataillon carré. La rentrée solennelle de la procession a lieu vers 17 h. Pour terminer la journée, une des retraites aux flambeaux de la région prend le départ vers 21 h. En 1976, une « Jeune Marche » fut créée. Celle-ci précède son aînée dans le cortège de quelques centaines de mètres. Les costumes des compagnies sont celles du Premier Empire.

## Enseignement
Institut Notre-Dame de Loverval : école possédant une section primaire et secondaire. Le domaine de Loverval a été acheté en 1939 par le recteur de la congrégation des Sœurs de Charité de Gand au prince Louis de Mérode, dans le but d'y créer un lieu d'éducation. À la suite de l'invasion des Allemands en 1940, les élèves sont transférés dans le château de Loverval, avec plusieurs sœurs. En avril 1941, l'Institut Notre-Dame de Loverval est créé et s'installe dans le château. Au fil des années, de nouveaux bâtiments scolaires seront construits.

## Économie
L'IMTR, institut de médecine, de traumatologie et de réadaptation, implanté dans le bois de Scouffe ; c'est aussi le Centre des grands brûlés, de renommée européenne. En novembre 2024, ses activités hospitalières ont été transférées au Grand Hôpital des Charleroi - les Viviers à Gilly.

## Sports et vie associative

### Sports
Le centre sportif Adeps est situé dans un cadre boisé ; ses installations sont accessibles aux clubs sportifs.
Le Centre de délassement de Marcinelle comporte une grande piscine en plein air destinée aux activités nautiques. Ce centre est alimenté par le ruisseau des Haies où on y pratique la pêche. Récemment, a été créé un site d'accrobranche dans les bois environnants.

## Personnalités
- Philippe de Marbais, Seigneur de Loverval (-1568), capitaine réformé au service des États généraux.
- Albert Frère (1926-2018), homme d'affaires belge. Loverval abrite le siège de ses holdings Frère-Bourgeois, Erbé et CNP.
- Werner de Merode (1855-1914), bourgmestre de Loverval et sénateur catholique.
- Louis Wuillem (1885-1958), artiste-peintre.

#### Allusions littéraires
- Monstres sur mesure ou Un dans Trois, roman policier de Stanislas-André Steeman, se déroule au château de Loverval. (Aventure de Wenceslas Vorobeitchik alias monsieur Wens; Bruxelles, coll. Le Masque no 113, 1932, réédité en 1954 dans Ici M. Wens vol. 2, collection Marabout Géant, éd. Gérard & Cie, Verviers).